# Cyphon coarctatus
Cyphon coarctatus là một loài bọ cánh cứng trong họ Scirtidae. Loài này được Paykull miêu tả khoa học năm 1799.

## Hình ảnh

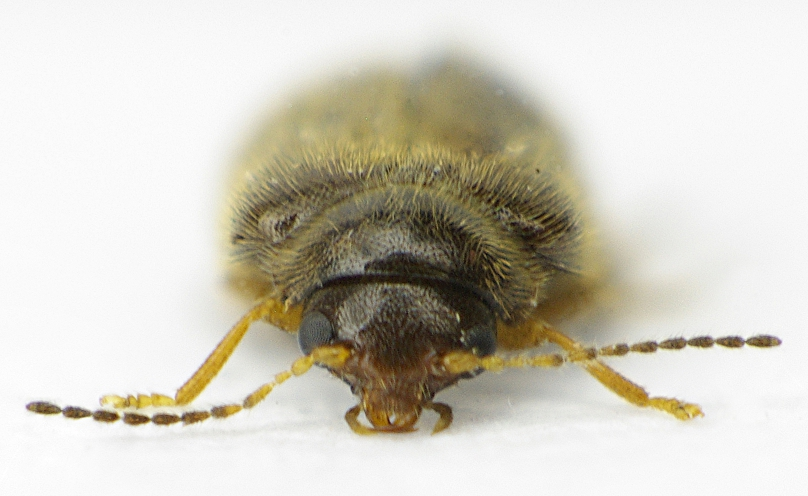
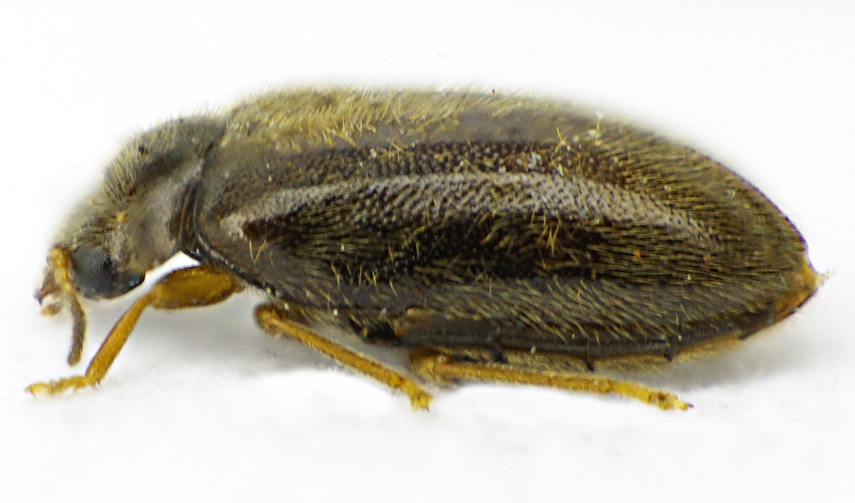
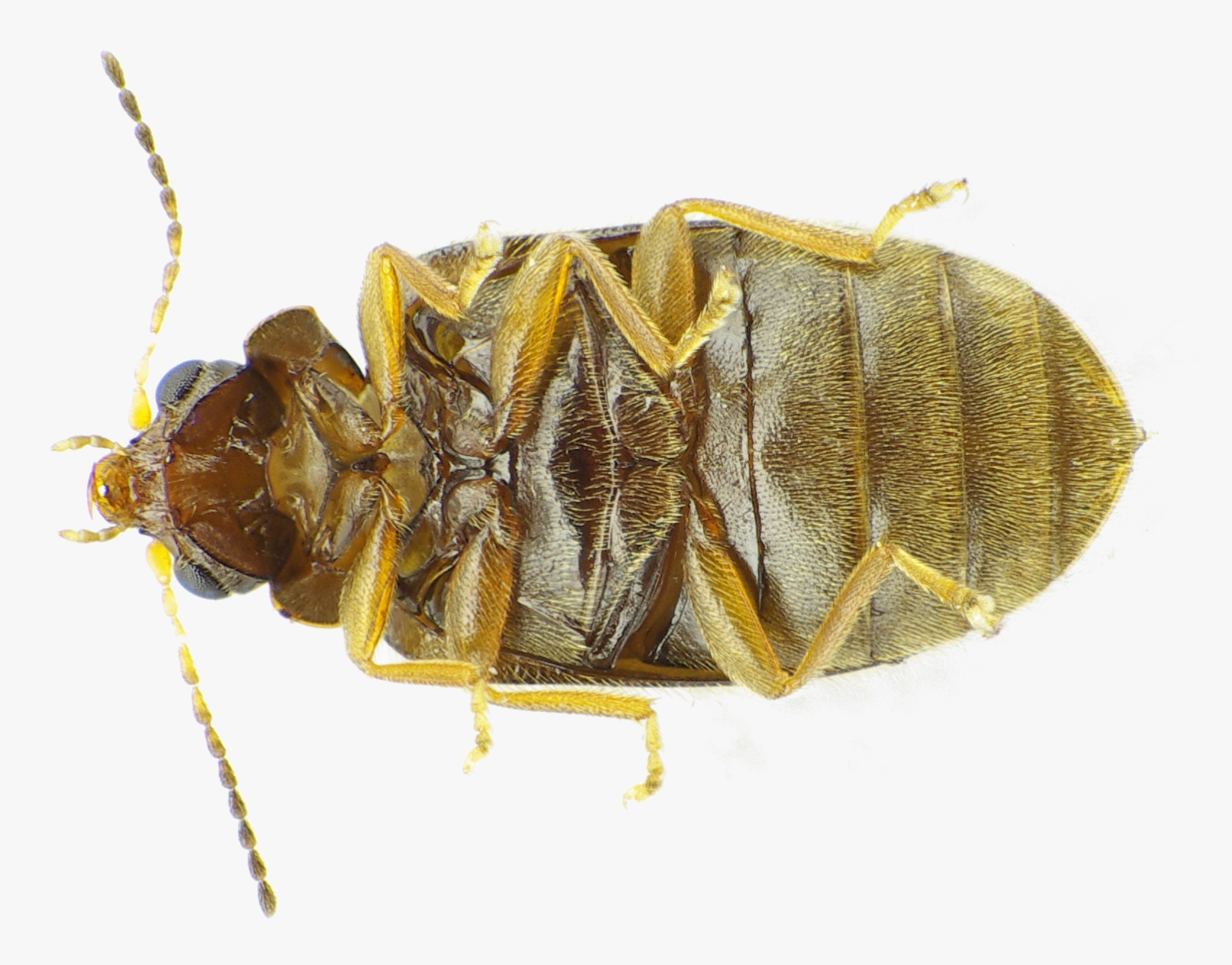
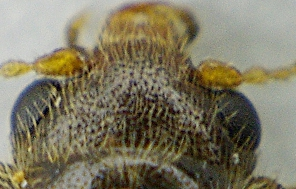